# ASA Târgu Mureş (féminines)
L'ASA Târgu Mureș est un club roumain de football basé à Târgu Mureș possédant une section féminine.

## Historique
Les joueuses du FCM Târgu Mureş atteignent pour la première fois la finale de la Coupe de Roumanie de football féminin en 2010, qu'elles remportent par le score de 4-0 contre le CFF Clujana. La même année, elles sont sacrées championnes de Roumanie, ce qui leur permet de participer pour la première fois à une compétition européenne, la Ligue des champions féminine de l'UEFA 2010-2011. Le FCM Târgu Mureş est éliminé en tour de qualification.
De 2011 à 2015, le club échoue en finale de Coupe de Roumanie, à chaque fois contre le CFF Olimpia Cluj-Napoca.
Le club est renommé ASA Târgu Mureş en 2013.

## Palmarès
- Championnat de Roumanie
  - Champion en 2010.

- Coupe de Roumanie
  - Vainqueur en 2010 et 2016.
  - Finaliste en 2011, 2012, 2013, 2014 et 2015.